# Vladimír Pavlík
Vladimír Pavlík (10. září 1948, Považská Bystrica) je slovenský disident.

## Život
Je signatářem Charty 77, účastníkem Svíčkové manifestace v Bratislavě v roce 1988 a občanským aktivistou. Poprvé se do pozornosti státní moci dostal, když po skončení základní vojenské služby nastoupil do zaměstnání a odmítl být povinným členem ROH. Počátkem 80. let si podal žádost o vystěhování do Německé spolkové republiky, čímž byl automaticky považován za osobu nepřátelskou socialistickému zřízení. Pracoval v dělnických profesích, deset let jako horník. Pracoval v Metrostavu Praha a na několika stavbách na Slovensku, tři roky v Povážských strojírnách. Po převratu v listopadu 1989, od roku 1993 - 1996 byl redaktorem Necenzurovaných novin Petra Cibulky. I v důchodu je stále aktivní jako internetový publicista a občanský aktivista. Na internetu má umístěných množství většinou faktografických článků, nejen na necenzurovane.sk, ale i v bývalých Necenzurovaný novinách a v českém periodiku Svědomí. Státní bezpečnost na něj vedla dva svazky pod krycími jmény Betonár a Vlado, jeden z nich byl skartován. V roce 1991 jej spolu s novinami Slovenský deník žaloval bývalý premiér za HZDS Vladimír Mečiar. Spor se táhl až do roku 1994, poté co Vladimír Mečiar žalobu stáhl a Vladimír Pavlík podal protižalobu, se kterou třikrát uspěl u Krajského soudu v Bratislavě. Všechna rozhodnutí Krajského soudu však byly zrušeny Nejvyšším soudem Slovenské republiky.

## Angažovanost
- Signatář Charty 77
- Účastník Svíčkové manifestace 28. března 1988 v Bratislavě
- 1993–1996 redaktor necenzurovaný novin pro Slovensko
- Občanský aktivista a nezávislý publicista